# Kiyotaka Kanai
Kiyotaka Kanai (japanska: 金井 清高?, Kanai Kiyotaka) född 1951, en japansk astronom.
Minor Planet Center listar honom som K. Kanai och som upptäckare av 1 asteroid. Asteroiden är 7752 Otauchunokai och han upptäckte den tillsammans med landsmannen Tsuneo Niijima.
Han upptäckte även den icke-periodiska kometen C/1970 B1.
Asteroiden 26168 Kanaikiyotaka är uppkallad efter honom.